# 2019年9月中國大陸

## 9月1日
- 上海电子驾照、行驶证正式投入使用。[1]
- 即上海之后，又一大城市西安正式进入生活垃圾分类“强制时代”。[2]

## 9月2日
- 8时许，湖北恩施市朝阳坡村一小学发生袭击事件，于姓本地男子持刀在校内伤人，据报已致8名学生死亡、2名学生受伤。[3]
- 中国男篮在2019男篮世界杯小组赛中以76-79不敌波兰男篮，中国队队员周琦在比赛第四节最后时刻出现失误和低级的进攻脱手，导致中国队被拖入加时，最终失掉比赛。[4]周琦的糟糕表现不仅让广大球迷大失所望，更引来了部分激进网友对他的攻击，嘲讽与谩骂。
- 著名台湾作家龙应台在脸书上发文《花園的地上有一顆雞蛋》支持香港反送中，呼吁大陆人关注香港人的诉求，即社會制度的公平、資源分配的正義、法治精神的貫徹、政府治理的透明、人民參政的充分。[5]9月4日，人民日报发文《为何只见鸡蛋不见燃烧弹？》作为回复，批评龙应台看法片面，纵容少部分示威者的暴力行为。[6]
- 来自四川的女子龙某乐在涠洲岛失联。事发前，她曾独自一人往海边行走，至今下落不明。这是继8月26日一女游客在涠洲岛失联后又一类似事件。有网友猜测，短短几日有两名女子接连在涠洲岛失踪，怀疑她们是受到传销影响。

## 9月3日
- 近日，一款名为ZAO的软件在中国大陆引起争议。在该软件中，用户只需上传一张清晰的正面照片，即可将该面孔与大量影视片段中的明星面孔进行置换，不少用户选择将自己面孔上传网络，以进行“换脸”娱乐。8月31日，该软件走红网络，但ZAO被指用户协议条款中蕴含猫腻，若使用不当将面临侵权、盗刷等方面的法律风险。当晚，ZAO对其用户协议进行了部分修改，删除了争议内容。9月3日10时29分，ZAO官方在新浪微博发布文字版回应，回应隐私问题，不会采集面部信息，更不会产生支付风险。[7]
- 下午，国务院新闻办公室举行新闻发布会，国务院港澳事务办公室新闻发言人杨光、徐露颖介绍对香港当前局势的看法并答记者问。强调“止暴制乱、恢复秩序”，并表示现在的游行示威已远远超出和平游行、示威的范畴。同时对“真普选”进行批判，明确普选要按照基本法程序执行。

## 9月4日
- 在2019年篮球世界杯A组最后一场较量中，中国男篮以59:72不敌委内瑞拉队，以1胜2负的战绩排名小组第三，无缘16强。

## 9月5日
- 凌晨4时许，云南昭通市巧家县马鞍村烂泥箐村民小组发生滑坡与泥石流灾害，发生房屋被冲毁和人员被掩埋。共导致9人死亡。

## 9月6日
- 中国国务院总理李克强在北京与德国总理默克尔会谈时，回应香港修例风波，中国希望香港避免出现动荡[8]。李克强说：「中国政府坚定不移维护一国两制、港人治港、高度自治，而且支持特区政府依法止暴制乱、恢复秩序」[9]。这是自6月开始反修例示威持续3个月以来，中国最高层领导人首次正式回应香港修例风波[10]。
- 上海迪士尼乐园表示将推出包括入园安检和外带食物政策等方面的多项举措，包括对现有的人工包检方式进行优化，调整外带食物政策，允许游客将可以携带供自己食用的食品进入乐园，但需再行加工、保温存储及带刺激性气味的食品仍然被禁止[11]。9月11日，上海迪士尼乐园正式实施携带食品入园的新规，新规明确方便面、自热食品、需要用刀切开的整个西瓜、榴莲、臭豆腐、酒精饮料、罐装和玻璃容器等均被禁止携带入园。未来乐园还会采用如X光机在内的安检设备，并启用辅助人工服务等手段，进一步优化安检流程[12]。9月12日，上海市浦东新区人民法院就华东政法大学学生王洁莹诉上海迪士尼禁带外食案达成调解协议，被告上海国际主题乐园有限公司补偿原告王洁莹人民币50元[13]。

## 9月7日
- C919机组在执行试飞任务时，在空中画了一幅“月饼”图，送出了民航人特有的中秋祝福。网友们对这样的祝福方式表示喜闻乐见。
- 北京天安门地区举行了国庆70周年庆祝活动首次联合演练，约9万人参加演练及现场保障工作。

## 9月8日
- 第十一届全国少数民族传统体育运动会开幕式在河南省郑州市举行。
- 有关媒体报道江苏女足05-06年龄段主教练陈广红及其助教凌雨阳遭到了家长举报，他们威胁、诱骗队员脱光衣服，如果队员不从的话，就会对她们施加各种报复性的辱骂，甚至是劝退和开除队员。新闻一出占据头条，引发网友热议。[14][15]
- 中国男篮在广州迎来排位赛与尼日利亚队的比赛。最终以73：86不敌尼日利亚队。由于净胜分负于伊朗队，中国男篮未能直通东京奥运会。尽管球队将参加奥运资格选拔赛，但面对欧洲众多劲旅，有分析认为中国男篮将有很大可能36年首次无缘奥运会。

## 9月10日
- 马云正式卸任阿里巴巴董事局主席一职。[16]

## 9月11日
- 上午，李克强在中南海紫光阁接见贺一诚，并向其颁发国务院令，任命他为澳门特别行政区行政长官，于2019年12月正式上任。任命仪式由韩正主持，国务委员王毅、肖捷、赵克志参加上述活动。[17]
- 下午，习近平在人民大会堂会见了新当选并获国务院任命的澳门特别行政区第五任行政长官贺一诚。[18]習近平向賀一誠說，澳門主權移交20年來「全面準確理解和貫徹一國兩制方針」，獲得成功實踐，證明一國兩制是「完全行得通、辦得到、得人心的」。[19]
- 北京大学-清华大学生命科学联合中心发表研究论文。意味着中国科研人员首次完成基因编辑干细胞治疗艾滋病和白血病患者。[20]

## 9月13日
- 一批中国大陆网友从深圳出发，响应近期微博上#我为阿sir送特产#的号召，在中秋节将650盒月饼送到了在近期受冲击较严重的香港警署新界北总区警察总部；葵青警区总部暨青衣分区警署以及元朗警署宿舍港警和警嫂的手中。最近在大陆被认为香港警察象征的“光头刘Sir”——刘泽基作为代表接受了月饼。

## 9月16日
- 甘肃张掖市甘州区20时48分发生5.0级地震，暂未接到人员伤亡报告。[21]
- 大洋洲国家所罗门群岛正式与中华民国断交，承认一个中国原则并与中华人民共和国建交。[22][23]
- 16日凌晨，从9月14日下午开始的国庆70周年庆祝活动第二次演练正式结束。[24]

## 9月17日
- 中华人民共和国主席习近平根据十三届全国人大常委会第十三次会议的决定，签署主席令，授予42人共和国勋章、友谊勋章和国家荣誉称号。[25]
- 2022年北京冬奥会吉祥物“冰墩墩”，冬残奥会吉祥物“雪容融”正式发布。[26][27]

## 9月19日
- 应阿塞拜疆国民会议主席阿萨多夫邀请，全国人大常委会委员长栗战书19日至21日对阿塞拜疆进行正式访问，在巴库会见总统伊利哈姆·阿利耶夫，与阿萨多夫举行会谈，会见总理马梅多夫[28]。

## 9月20日
- 基里巴斯政府发表声明，宣布承认一个中国原则，同中华人民共和国复交。

## 9月25日
- 北京大兴国际机场于16时23分正式通航。[29]

## 9月28日
- 上午，長深高速江苏宜興段发生高速公路交通事故，客车与货车相撞，36人死亡。[30]

## 9月29日
- 下午，浙江宁海县一家日用品公司发生火灾，造成19人死亡[31]。